# ГЕС Yǐlǐhé IV
ГЕС Yǐlǐhé IV (以礼河四级水电站) — гідроелектростанція на півдні Китаю у провінції Юньнань. Знаходячись після ГЕС Yǐlǐhé III, входить до складу дериваційного каскаду, який використовує перепад висот між Дзинша (верхня течія Янцзи) та її правою притокою Ліхе.
У своїй середній течії Ліхе зближується Дзиншею трохи більш ніж на десяток кілометрів, перебуваючи при цьому на значно вищому рівні. Цей перепад вирішили використати для створення дериваційної схеми, спорудивши на зазначеному короткому відтинку між долинами двох річок три гідроелектростанції (Yǐlǐhé II, III та IV). Відпрацьований на ГЕС Yǐlǐhé III ресурс потрапляє до балансувального резервуару, створеного на невеликій правій притоці Цзинші річці Jiangliangzi. Зведена тут бетонна гравітаційна гребля висотою 18 метрів утримує 150 тисяч м3, з яких до корисного об'єму відносяться 70 тис. м3 (коливання рівня поверхні між позначками 1378 та 1382,6 метра НРМ).
Зі сховища ресурс спрямовується далі в бік долини Цзинші через дериваційний тунель завдовжки 2,3 км та напірний водовід завдовжки 1 км. У підсумку вода надходить машинного залу, обладнаного чотирма турбінами типу Пелтон потужністю по 36 МВт, які працюють при напорі від 602 до 628 метрів та забезпечують виробництво 719 млн кВт-год електроенергії на рік.
Відпрацьована вода відводиться до Дзинші.